# Stalinec

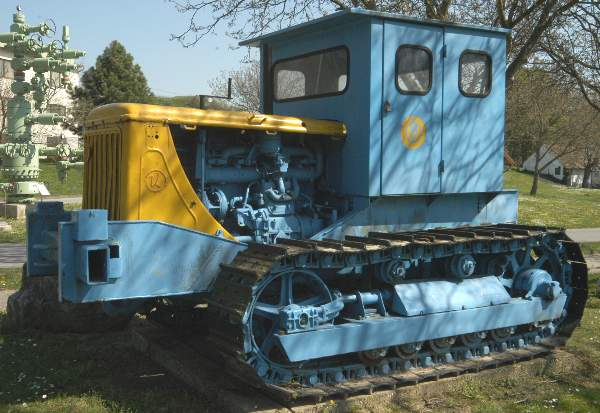
Stalinec S-80

Stalinec byl sovětský pásový traktor, který v obměnách sloužil jako buldozer, nosič zařízení nebo jako pásový tahač kanónů. Vyráběl se v Čeljabinském traktorovém závodě od roku 1933. Vznikl na podkladě americké licence společnosti Caterpillar. První z řady Stalinců podle amerického originálu se nazýval S-60. Měl benzínový motor o výkonu 60 koní. V letech 1933–1937 bylo vyrobeno 6460 kusů. Od roku 1937 byl produkován nový typ S-65 s dieselovým motorem o výkonu 75 koní. Od roku 1939 se vyráběl dělostřelecký tahač Stalinec S-2, který mohl kromě dvou členů osádky vézt na korbě 8 mužů obsluhy děla a náklad střeliva o hmotnosti 1,5 tuny, tahal kanóny do hmotnosti 12 tun. V roce 1946 se začal vyrábět pásový traktor S-80 s motorem o výkonu 80 koní. Tyto stroje, které sloužily i jako buldozery či nosiče zařízení (např. vrtné soupravy) se dovážely od konce 40. let i do Československa. Od roku 1958 byl produkován traktor S-100 s motorem o výkonu 105 koní.